# Саввин, Юрий Сергеевич
Юрий Сергеевич Саввин (1963 — 27 февраля 2014, Сочи, Российская Федерация) — советский и российский тренер по тяжелой атлетике, заслуженный тренер России.

## Биография
Начал свою трудовую деятельность в 1985 г. С 1988 г. являлся старшим тренером Республики Мордовия по тяжелой атлетике. Им были подготовлены один заслуженный мастер спорта, два мастера спорта международного класса, 20 мастеров спорта, 50 кандидатов в мастера спорта. Два воспитанника вошли в состав сборной России по тяжелой атлетике: двукратный чемпион Европы, серебряный призёр чемпионата мира в Анталье (2011) Алексей Юфкин и мастер спорта международного класса Наталья Гришина.
В последние годы являлся старшим тренером по тяжелой атлетике ГБУ ДО «ШВСМ Республики Мордовия».
Привлекался в тренерский штаб сборной команды России по тяжелой атлетике для подготовки к чемпионатам Европы и мира. Судья международной категории, неоднократно в качестве главного судьи обслуживал чемпионаты и первенства России. В 2008 и 2012 гг. являлся главным судьей отборочных чемпионатов России к Олимпийским играм.